# Glipostenoda multistrigosa
Glipostenoda multistrigosa es una especie de coleóptero de la familia Mordellidae.

## Distribución geográfica
Habita en la República Democrática del Congo.